# Chong Sook Chin
Chong Sook Chin (* 23. April 1987 in Selangor) ist eine malaysische Badmintonspielerin.

## Karriere
Chong Sook Chin wurde 2006 bei den Vietnam Open Dritte im Damendoppel. In der Saison 2007/2008 wurde sie nationale Titelträgerin im Mixed. 2009 und 2011 nahm sie an den Badminton-Weltmeisterschaften  teil.

## Sportliche Erfolge
| Saison    | Veranstaltung                   | Disziplin   | Platz | Name                                |
| --------- | ------------------------------- | ----------- | ----- | ----------------------------------- |
| 2006      | Vietnam Open                    | Damendoppel | 3     | Chong Sook Chin / Anita Raj Kaur    |
| 2007/2008 | Malaysia: Einzelmeisterschaften | Mixed       | 1     | Razif Abdul Latif / Chong Sook Chin |